# Leandro de Macedo
Leandro Corrieri de Macedo (Porto Alegre, 20 de marzo de 1968) es un deportista brasileño que compitió en triatlón.
Ganó una medalla de bronce en el Campeonato Mundial de Triatlón de 1996. En los Juegos Panamericanos de 1995 consiguió una medalla de oro.

## Palmarés internacional
| Campeonato Mundial   | Campeonato Mundial         | Campeonato Mundial | Campeonato Mundial |
| Año                  | Lugar                      | Medalla            | Prueba             |
| -------------------- | -------------------------- | ------------------ | ------------------ |
| 1996                 | Cleveland (Estados Unidos) | Medalla de bronce  | Individual         |
| Juegos Panamericanos |                            |                    |                    |
| Año                  | Lugar                      | Medalla            | Prueba             |
| 1995                 | Mar del Plata (Argentina)  | Medalla de oro     | Individual         |